# 경력 상담
경력 상담(Career counseling), 진로 상담, 진로 지도는 상담의 일종이다.
진로를 선택한다는 것은 직업심리학 입장에서 생각하면 '자아개념(自我槪念)'(사람이 자기자신에 관해서 품고 있는 생각)을 장래의 직업이란 이름으로 바꾸어 보는 것이다. 즉 자기자신을 올바로 인식하고 직업의 세계를 올바로 이해한 다음 자아개념에 합치하고 또한 그것을 훌륭히 실현할 수 있는 장래의 방향, 직업을 선택하기 때문이다.따라서 취직과 진학 두 문제중 어느 하나를 결정해야 할 경우 본인이 바라는 자기실현이 가능한 진로(進路)를 따라서, 목표를 실현하도록 지도나 조언을 해주는 것이 적절할 것이다. 그러기 위해서는 (1) 정확한 직업정보의 제공, (2) 신뢰할 수 있는 직업적성검사의 실시, (3) 테스트 후의 구체적인 상담(직업상담, 면접 등), (4) 직업과 사회와의 관계나 그 구성, 직업교육에 관한 가이던스 등을 잘 알려줄 필요가 있다.

## 같이 보기
- 산업심리학
- 에니어그램
- 홀랜드 코드
- 구직
- 성격심리학